# Forsudden och Mossängen
Forsudden och Mossängen är en bebyggelse strax norr om Munkfors väster om Klarälven i Munkfors kommun. Från 2015 avgränsar SCB här en småort. Fram till 2015 räknades bebyggelsen som en del av tätorten Munkfors.